# Andrés Eloy Blanco (Lara)
Pour les articles homonymes, voir Andrés Eloy Blanco.
Andrés Eloy Blanco est l'une des neuf municipalités de l'État de Lara au Venezuela. Son chef-lieu est Sanare. En 2011, la population s'élève à 47 245 habitants.

## Géographie

### Subdivisions
La municipalité est divisée en trois paroisses civiles avec, chacune a sa tête, une capitale (entre parenthèses) :
- Pío Tamayo (Sanare) ;
- Quebrada Honda de Guache (La Bucarita) ;
- Yacambú (La Escalera).